# Pikkelhue
Pikkelhue eller pikkelhjelm er en bestemt type af lakeret læderhjelm med en karakteristisk pig på toppen. Pikkelhuen opstod i 1800-tallet og anses trods international udbredelse ofte for et symbol for preussisk og senere kejserlig tysk militarisme.
Hjelmen blev omkring 1840 fremstillet af den kejserlige russiske materielforvaltning og fremvistes som forsøgsmodel ved kongen af Preussens statsbesøg, hvorefter den indførtes i den preussiske hær som beskyttelseshjelm. Herefter udbredtes den også i den russiske, svenske, britiske, amerikanske, chilenske og andre hære samt ved det engelske, svenske, tjekkiske, østrigske, polske og amerikanske politi.
Baggrunden for udviklingen af pikkelhuen var, at analyser af tidligere erfaringer fra kamp viste, at totredjedele af alle faldne døde af sabelhug ovenfra og bagfra, mod hvilket de tidligere hovedbeklædninger ikke gav nogen beskyttelse. Under 1. verdenskrig viste det sig derimod, at pikkelhuen gav ringe beskyttelse mod granatfragmenter og skydevåben, og i 1916 begyndte tyske enheder at gå over til at bruge stålhjelm.
I forbindelse med naziregimets magtovertagelse i Tyskland afskaffedes pikkelhuen helt sammen med de farveglade, ældre fredsuniformer, men begge dele var fortsat tilladt at bære af pensionerede officerer. I andre lande findes pikkelhuen den dag i dag som paraderekvisit eller profilgiver. I Sverige anvendes den i en læderudgave af Svea Livgardens Garderbataljon, Arméns Musikkår, Svea Livgardens Musikkår og Svea Livgardens Fältpiparkår og i sølvmetal af Svea Livgardens Dragonbataljon samt Svea Livgardens Dragonmusikkår.